# RAK Records
RAK Records, également  stylisé Rak Records, est un label discographique indépendant britannique, basé à Londres. Il est fondé en 1969 par le producteur Mickie Most.

## Histoire
Ancien chanteur de rock 'n' roll, Mickie Most fait d'abord ses armes en tant que producteur des Animals, de Donovan, ou encore de Jeff Beck. En 1969, il démarre son label RAK Records en signant des artistes glam rock tels que Suzi Quatro, Mud, ou encore The Arrows. Il employait les compositeurs Mike Chapman et Nicky Chinn, qui contribuèrent à l'écriture de nombreux succès. Au cours des années 1980, RAK édite notamment les trois premiers albums de la jeune chanteuse Kim Wilde, ainsi que le premier single du groupe Johnny Hates Jazz, qui comptait dans ses rangs Calvin Hayes, fils de Mickie Most .
Most dirigeait également RAK Music Publishing, une société d'édition musicale, et RAK Management, fondé avec le manager Peter Grant. En 1976, il ouvre les studios d'enregistrement RAK Studios, situés dans le quartier de St John's Wood à Londres. En 1986, Most revend son label à EMI Records. Il conserve la direction de RAK Music Publishing et des studios RAK jusqu'à sa mort en 2003.
Après le rachat de Parlophone par Warner Music Group auprès d'EMI en 2013, Warner acquiert les droits de Hot Chocolate et d'autres artistes. Cependant, les albums de Suzi Quatro sur RAK sont détenus par le label indépendant Chrysalis Records après l'acquisition de Blue Raincoat Music par ce label en mai 2016 auprès de Warner,.

## Stratégie commerciale
La stratégie de RAK, l'un des premiers labels indépendants britanniques, reposait sur l'intuition de Mickie Most, qui fonde son label alors qu'il avait derrière lui une longue carrière dans le milieu de la musique et une solide réputation en tant que producteur,. Comparativement aux majors, RAK éditait peu de disques, mais un pourcentage plus important figurait dans le classement des meilleures ventes. Ainsi, en 1974 et 1975, RAK édite 34 singles et réussit à en placer 12 dans le Top 20 britannique ; alors que le taux de succès de EMI sur la même période est inférieur à 1 sur 10 (10 hits figurant dans le Top 20 sur 145 simples édités).

## Groupes et artistes
Musiciens et groupes ayant enregistré pour RAK Records (liste non exhaustive) :
- The Arrows
- Duncan Browne
- Herman's Hermits
- Hot Chocolate
- Mud
- Suzi Quatro
- Kim Wilde
- Kenny